# Sermaises
Sermaises [serméz] je francouzská obec v departementu Loiret v regionu Centre-Val de Loire, asi 45 km jižně od Paříže. V roce 2011 zde žilo 1 580 obyvatel.

## Pamětihodnosti
- Gotický kostel St. Martin a St. Loup, trojlodní kamenná stavba s vnějšími opěráky ze 13. století, zvonice ze 12. století.
- V okolí je řada drobných chráněných území, které patří do systému Natura 2000. Chrání se zde vzácná vápnomilná květena a brouci.

## Vývoj počtu obyvatel
Počet obyvatel